# Amédée Dechambre
Pour les articles homonymes, voir Dechambre.
Amédée Dechambre, né le 12 janvier 1812 à Sens et mort le 4 janvier 1886, est un médecin français connu pour avoir été directeur de publication du Dictionnaire encyclopédique des sciences médicales.

## Biographie
À Sens, dans l’Yonne, où son père, Claude-Étienne était secrétaire de la sous-préfecture en février 1814, les armées coalisées contre Napoléon Ier bombardèrent la ville qui, après douze jours de siège, fut livrée au pillage : rien n’y fut épargné, pas même l’hôtel-Dieu où de nombreux malades, atteints du typhus restèrent abandonnés sans soins ; c’est alors que le père de Dechambre, sollicité au nom du bien public consentit à se charger de cette dangereuse mission. Au bout de quelques jours, il fut atteint par la maladie et succomba, victime de son dévouement.
La municipalité de Sens, par délibération du 8 avril 1823, accorda à Amédée et à son frère Paul-Édouard une bourse au collège de la ville, qui permit aux deux enfants de poursuivre leurs études. Dechambre conserva toujours la mémoire de ce bienfait et lorsqu’il offrit à la bibliothèque de la ville un exemplaire du Dictionnaire encyclopédique, il écrivit la dédicace suivante : « J’offre cet ouvrage à la ville de Sens comme témoignage de reconnaissance pour l’instruction que j’ai reçue gratuitement et comme hommage à la mémoire de mon père dont un acte de dévouement accompli en 1814 au prix de sa vie m’a valu cette précieuse faveur ».
Ses études terminées, Dechambre vint à Paris où, le 28 septembre 1830, il fut reçu bachelier-ès-sciences ; il avait peu de ressources et il prit une inscription en vue du grade d’officier de santé : il ne recevait de sa famille qu’une aide de quinze francs par mois et c’est en s'associant avec l’un de ses camarades qu’il put subvenir néanmoins à ses besoins. Nommé externe en 1831, il en remplit les fonctions à l’Hospice de la Vieillesse-Femmes où il resta jusqu’en 1832, comme interne provisoire.
Lorsque le choléra se déclara à Paris en 1832 Dechambre fut attaché à une ambulance du quartier Maubert et c’est là qu’il contracta la fièvre typhoïde qui le contraignit à quitter Paris pour aller se reposer dans sa famille à Sens. L’année suivante, il se présenta à l’internat et il fut reçu neuvième dans la même promotion que Jules-Louis Behier, Jean-Marie Jacquemier et beaucoup d’autres : il effectua son internat à l’Hospice de la Vieillesse où il resta quatre années consécutives. Au terme de son internat, il se présenta le 15 janvier 1838, au premier examen qui portait sur la physique, la chimie et l’histoire naturelle en vue de soutenir sa thèse de doctorat en médecine, mais il ne fut pas reçu : il décida de ne pas se représenter dans l’immédiat mais de collaborer aux journaux qui sollicitaient son concours.
Dès 1833, Dechambre était entré en relation avec Jules Guérin, rédacteur en chef de la Gazette médicale de Paris et en devint, fin 1838, le secrétaire et le chef de clinique dans l’Institut orthopédique de Paris qu’il venait d’ouvrir au château de la Muette, à Passy. Il passait de longues heures dans cet établissement, recueillant des observations qu’il publiait dans la Gazette médicale de Paris et dans d’autres feuilles de nature à faire connaître les succès obtenus par les méthodes de Pravaz et Guérin.
Le 1er juin 1839, Salvatore Furnari fonda L’Esculape, journal de spécialités médico-chirurgical, qu’il fusionna quelques mois après avec la Gazette des médecins praticiens d’Amédée Latour. C’est dans l’Esculape que Dechambre débuta le 12 avril 1840 sous le titre Les Mouches une série de feuilletons humoristiques qui eurent un très vif succès. En juin 1841, il créa l’Examinateur médical, qui ne devait avoir qu’une durée assez courte, et dans lequel il se révéla un journaliste au jugement un peu sévère sur les hommes ce qui attira les protestations d’un certain nombre de lecteurs ; dans son édition du 1er juillet 1843, qui fut la dernière, Dechambre prit la défense des libertés de la critique et protesta contre l’accusation qu’on lui adressait de faire du scandale : « Le scandale à présent consiste à stigmatiser et honnir les choses scandaleuses ».
À Paris, ses articles étaient connus de tous les médecins, où son titre de rédacteur en chef de l’Examinateur médical l’avait mis en évidence et où, avec l’assentiment de quelques grands patrons, il exerçait la médecine sans avoir le titre de docteur. En décembre 1843, il obtint les six inscriptions nécessaires pour acquérir le titre et l’autorisation de subir ses examens devant la Faculté de Strasbourg : c’est là, qu’en février 1844, il soutint sa thèse, inspirée par Charles Forget, avec pour sujet Sur l’hypertrophie concentrique du cœur et les déviations de l’épine par rétraction musculaire.
De retour à Paris, Dechambre reprit à la Gazette Médicale la situation qu’il occupait et il devint rédacteur de la partie médicale tout en poursuivant son activité clinique à l’Institut orthopédique ; c’est dans cette période, qui s’étend de 1844 à 1853, que Dechambre a donné à la Gazette Médicale le plus grand nombre d’articles et principalement ces revues sanitaires qui résument sur une période de trois années (1846-1848) l’histoire épidémiologique de la ville de Paris. C’est également dans la Gazette Médicale qu’il publia des notes sur des sujets de neurologie auxquels il s’était particulièrement intéressé depuis qu’il était secrétaire de la Société médico-psychologique
En 1853, alors que Dechambre n’avait pas donné suite à la proposition de Jules Guérin d’acquérir la Gazette médicale de Paris, l’éditeur Victor Masson lui proposa de fonder la Gazette hebdomadaire de Médecine et de Chirurgie. Dès le premier numéro, qui parut le 7 octobre 1853, Dechambre imposa à ses collaborateurs d’exclure toute polémique et de ne s’attacher qu’aux faits et à ce qu’ils offrent de neuf ; cette nouvelle formule fut appréciée et la Gazette hebdomadaire prit bientôt le premier rang malgré une concurrence acharnée de la Gazette médicale de Jules Guérin et de l’Union médicale qu’avait fondé Amédée Latour en 1847. Pendant plus de trente ans, la préoccupation constante de Dechambre fut sa Gazette : il y donna la preuve de son expérience et devint le chef respecté du journalisme médical.
En 1863, les deux éditeurs parisiens Masson et Asselin envisagèrent la publication d’un Dictionnaire encyclopédique des Sciences médicales : ils en confièrent la direction à Amédée Dechambre et Jacques Raige-Delorme, mais au bout de deux volumes ce dernier se retira. Dechambre resta seul à la tête de cette œuvre monumentale « qui fut comme le couronnement de sa vie et qui restera l’honneur de sa mémoire » comme le rapporte Paul Diday.

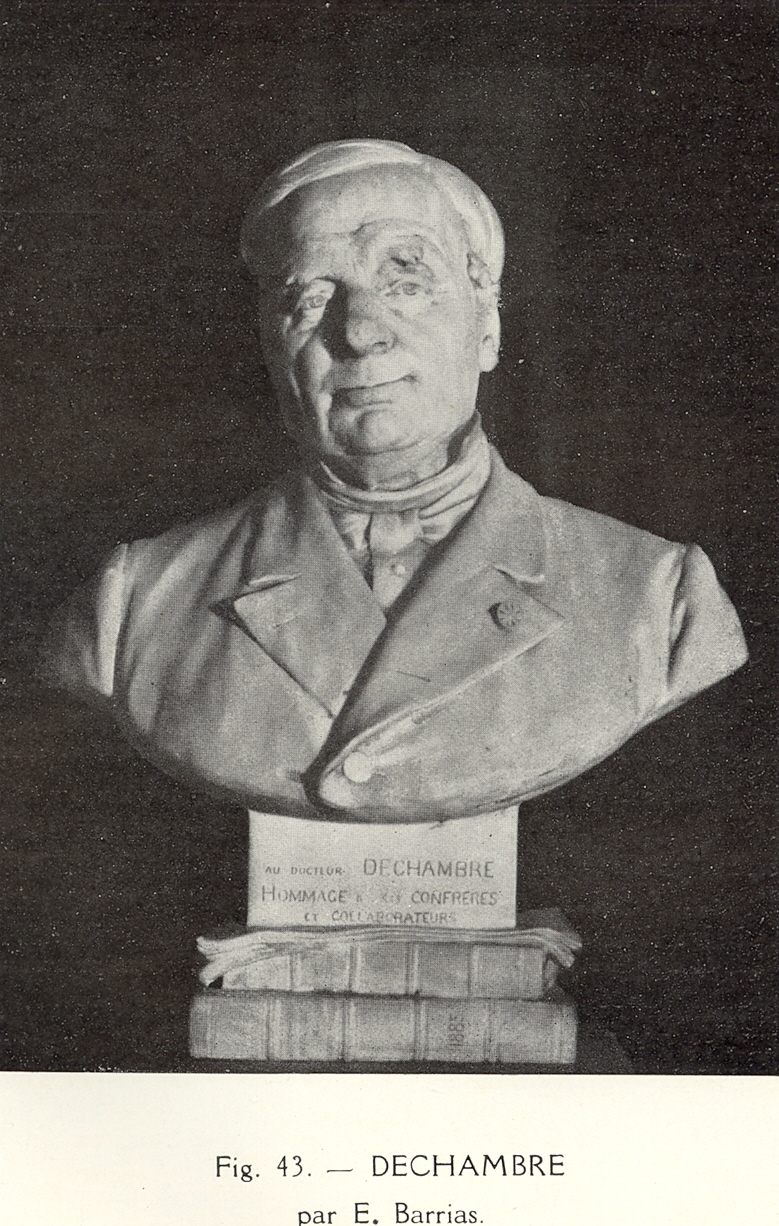

Dechambre s’attela à cette tâche considérable : il commença par établir la table des matières du Dictionnaire puis il rédigea, fiche par fiche, la liste des articles, le nombre de pages qui devaient lui être consacrées, le nom présumé de son auteur et la date à laquelle l’article devait être rédigé. Dans les premiers volumes du dictionnaire, il avait publié plusieurs articles : celui, intitulé Déontologie » fut vivement apprécié et ses amis l’encouragèrent à donner à ce sujet le développement d’un livre qu’il consentit à écrire Le Médecin, devoirs privés et publics, leurs rapports avec la jurisprudence et l’organisation médicales et qui fut édité par Masson en 1883. En début d’année 1885, les soixante dix huit volumes du dictionnaire étaient publiés ou prêts à paraitre et les remaniements auxquels Dechambre avait procédé pour les vingt derniers permettaient d’escompter une rapide terminaison de l’ouvrage.
Depuis août 1871, Dechambre habitait au 91 de la rue de Lille où il menait une existence d’une invariable régularité. L’Académie de médecine le récompensa en le nommant associé libre le 30 mars 1875, dans cette section qui comptait déjà Émile Littré, Amédée Latour et Louis Peisse. En décembre 1885, ses amis, les rédacteurs de la Gazette hebdomadaire ainsi que tous ceux qui avaient collaboré au Dictionnaire décidèrent de faire exécuter un buste de leur maître par le sculpteur Louis-Ernest Barrias : Dechambre se montra très sensible à ce témoignage de sympathie. L’œuvre était achevée et il ne restait plus qu’à fixer la date de sa remise officielle lorsque, le 20 décembre 1885, Dechambre fut frappé d’apoplexie ; sentant sa fin proche, il désigna son ami, Léon Lereboullet, qui vivait dans son intimité pour poursuivre la publication du Dictionnaire encyclopédique et d’assurer la marche de la Gazette hebdomadaire. Il s’éteignit le 4 janvier 1886.
Ses obsèques eurent lieu à la basilique Sainte-Clothilde et il fut inhumé au cimetière de Montmartre ; les discours furent prononcés par Jules-Auguste Béclard au nom de l’Académie, Louis-Félix Féréol au nom de la Société médicale des hôpitaux de Paris, Antoine Ritti au nom de la Société médico-psychologique.